# Nagore
Nagore es una localidad española y un concejo de la Comunidad Foral de Navarra perteneciente al municipio de Arce, del cual es su capital en la práctica. En 2005 tenía 38 habitantes y medio. El pueblo tuvo que modificar su ubicación como consecuencia de la construcción del Embalse de Itoiz que inundó la parte baja de la localidad.

## Geografía
El término limita por el norte con Arce, por el este con Osa, por el sur con Orbaiz de Lónguida y por el oeste con Asnoz.

## Arte y arquitectura
- Iglesia parroquial de San Julián el Hospitalario.

### Termas romanas
Un poco al norte de Nagore, están los restos de unas termas romanas, que se han musealizado y pueden visitarse. Las termas estaban a la vera de la calzada romana Iter XXXIV (de Astorga a Burdeos) que atravesaba a Francia por el paso de Ibañeta.